# Liz Ellis
Elizabeth Margaret Ellis, née le 17 janvier 1973, est une joueuse de netball australienne. Elle est membre de l'équipe nationale de 1992 à 2007 et capitaine pendant les quatre dernières de ces années. Elle est la joueuse internationale la plus capée de l'histoire du netball australien.

## Carrière de netball
Liz Ellis a fait ses débuts dans l'équipe australienne de netball en juillet 1993 contre le Pays de Galles. C'est aux Championnats du monde de 1995 à Birmingham qu'elle est remarquée sur la scène internationale du netball lors de la finale contre l'Afrique du Sud.
Elle devient ensuite un pilier de l'équipe australienne de netball, participant aux Championnats du monde de 1995, 1999, 2003 et 2007 ainsi qu'aux Jeux du Commonwealth de 2002 et 2006. Elle est nommée vice-capitaine de l'équipe en 2000 et capitaine en 2004. Elle détient le record du plus grand nombre de matchs disputés pour l'Australie en 2005. Elle est nommée meilleure joueuse du netball australien à quatre reprises en 1996, 1998, 2002 et 2006.
Elle devient capitaine des Sydney Swifts (en) en 2000 et joue pendant toute sa carrière pour cette équipe. Elle annonce sa retraite le 19 novembre 2007, deux jours après avoir mené l'Australie à une victoire aux Championnats du monde contre la Nouvelle-Zélande,,.

## Récompenses et honneurs
Liz Ellisest officier de l'ordre d'Australie (AO) pour « service distingué rendu au netball en tant que joueuse et entraîneur d'élite ».
En reconnaissance de sa carrière, depuis 2008, la plus haute distinction individuelle décernée à un athlète australien de netball est le prix annuel Liz-Ellis Diamond.